# Dominador Aytona
Dominador Rosauro Aytona (* 23. Mai 1918 in Libon, Albay; † 26. September 2017) war ein philippinischer Politiker.

## Leben
Aytona absolvierte nach dem Besuch der Grund- und Mittelschule des Albay Training Department eine Ausbildung zum Lehrer an der Albay Normal School. Nach seinem Abschluss wurde er 1935 Lehrer in Vinzons in Camarines Norte, wo er die dort ebenfalls als Lehrerin tätige Magdalena Raro kennenlernte und diese 1938 heiratete. Kurz darauf verzog das Ehepaar nach Manila, wo er als Büroangestellter im Zentralen Rechnungsprüfungsamt (General Auditing Office) arbeitete und zugleich ein Abendstudium an der Universität der Stadt Manila absolvierte. Im Zentralen Rechnungsprüfungsamt war er in der Folgezeit als Haushaltsprüfer, örtlicher Rechnungsprüfer, Steuerstatistiker, Sektionschef sowie zuletzt Zentraler Rechnungsprüfer tätig.
Sein dortiges Studium der Betriebswirtschaftslehre beendete Aytona 1947 mit einem Bachelor of Science in Business Administration (B.B.A.) summa cum laude. Ein daran anschließendes postgraduales Studium der Rechtswissenschaften schloss er zunächst 1949 mit einem Bachelor of Laws (LL.B.) magna cum laude ab, ehe er 1951 einen Master of Laws (LL.M.) cum laude erwarb. Seine Zulassung als Rechtsanwalt erhielt er 1950 als Zweitbester mit einem Notendurchschnitt von 94,55 Prozent.
1950 wurde Aytona vom Senat zu dessen Finanzberater ernannt und arbeitete in dieser Funktion eng mit Ramon Magsaysay zusammen, der damals Zambales als Abgeordneter im Repräsentantenhaus vertrat. Nachdem Magsaysay 1953 zum Präsidenten der Philippinen gewählt worden war, ernannte ihn dieser am 1. Januar 1954 im Alter von 36 Jahren zum Haushaltsbeauftragten (Commissioner of the Budget).
Am 25. Januar 1960 berief Präsident Carlos P. Garcia Aytona als Nachfolger von Jaime Hernandez zum Finanzminister (Secretary of Finance) in dessen Regierung. Das Amt des Finanzministers bekleidete er bis zum 29. Dezember 1961 sowie seiner darauf folgenden Ablösung durch Fernando Sison am 2. Januar 1962. Zugleich war er Vorsitzender des Währungsrates der Zentralbank (Bangko Sentral ng Pilipinas).
1965 wurde Aytona als Kandidat der Nationalist Party zum Senator gewählt und gehörte dem Senat für eine sechsjährige Wahlzeit bis 1971 an. Im Anschluss gründete er eine Anwaltskanzlei in Manila und arbeitete als Rechtsanwalt.
1980 gehörte er zu den Mitgründern der United Nationalist Democratic Organization (UNIDO), einem Parteienbündnis, das sich für die Absetzung des diktatorisch regierenden Präsidenten Ferdinand Marcos einsetzte.